# Nannospalax
Genre
Nannospalax est un genre de la famille des Spalacidés. Ce sont les rats taupes méditerranéens.

## Liste desespèces
Selon ITIS :
- genre Nannospalax Palmer, 1903 - rats-taupes  méditerranéens 
  - Nannospalax leucodon (Nordmann, 1840) (nommé Spalax leucodon par MSW)
  - Nannospalax nehringi (Satunin, 1898) (nommé Spalax nehringi par MSW)
  - Nannospalax ehrenbergi (Nehring, 1898) (nommé Spalax ehrenbergi par MSW)
- genre Spalax Güldenstädt, 1770 - rats-taupes d'Ukraine et de Russie
  - Spalax arenarius Reshetnik, 1939
  - Spalax giganteus Nehring, 1898
  - Spalax graecus Nehring, 1898
  - Spalax microphthalmus Güldenstädt, 1770
  - Spalax zemni Erxleben, 1777

Selon MSW :
- genre Spalax
  - Spalax arenarius
  - Spalax carmeli
  - Spalax ehrenbergi
  - Spalax galili
  - Spalax giganteus
  - Spalax golani
  - Spalax graecus
  - Spalax judaei
  - Spalax leucodon
  - Spalax microphthalmus
  - Spalax nehringi
  - Spalax uralensis
  - Spalax zemni